# Мануил Ангел Филантропин
Мануил Ангел Филантропин (греч. Μανουήλ Ἂγγελος Φιλανθρωπηνός) — византийский аристократ и кесарь, последний правитель Фессалии с 1390 по 1393 годы в качестве вассала Византийского императора.

## Происхождение
Мануил являлся сыном или братом кесаря Алексея Ангела Филантропина, правившего Фессалией с начала 1370-х до своей смерти в 1389/1390 году. Как и свой предшественник, он признавал сюзеренитет византийского императора, и в ответ получил титул Кесаря. В 1389 Мануил (или Алексей, если он был жив) направил помощь правителю Янины Исаву де Буондельмонти в его борьбе с албанскими племенами Эпира, и тот смог одолеть этих противников. Но в 1393 году турки оккупировали Фессалию.

## Наследие
Мануил или (что менее вероятно) Алексей был дедом сербского правителя Михайло Ангеловича и османского великого визиря Махмуда Паши.